# Анод
Ано́д　(від　грец. ανοδος — шлях угору) — електрод, від якого в газі чи електроліті напрямлений струм (рух позитивних зарядів).

## Загальний опис
При роботі пристрою в режимі споживача енергії має позитивну полярність, в режимі генератора — негативну.
В електро- і радіотехнічних приладах анод з'єднаний з позитивним полюсом джерела електричного струму. Поняття застосовують головним чином при описі явищ електролізу, проходження струму крізь гази і вакуум.
В електрохімії анодом прийнято називати електрод, на якому йде хімічна реакція окиснення. У зв'язку з цим, при електролізі (коли через розчин пропускають електричний струм) анодом є позитивний електрод, тобто, як сказано вище, електрод, підключений до позитивного полюсу джерела електричного струму. У гальванічному елементі реакція окиснення протікає на електроді, потенціал якого нижче, і в цьому випадку анод — негативний електрод.

## Анодна реакція
Електрохімічна реакція (окиснення), що відбувається на аноді, на який переносяться електрони від речовини.
Напр., 2H2O → O2 + 4H+ + 4e–
Може відбуватися постадійно.